# Sabalites
Sabalites — викопний рід пальм. Існував з пізньої крейди до міоцену в Південній Америці, Північній Америці, Європі та Азії.

## Таксономія
Рід встановив Гастон де Сапорта, який відхилив попереднє розміщення Освальдом Геєром відповідних викопних видів до роду Sabal.

## Опис
Рід характеризується реберно-пальчастими листками, що складаються з радіального віяла листків, які мають окремі яскраво виражені середні жилки.

## Види
- S. californicus[6]
- S. grayana[7]
- S. montana[8]
- S. oxyrhachis[2]
- S. powellii[7]
- S. suessionensis[9]